# Yi M1
La Yi M1 és una càmera sense mirall micro quatre terços fabricada per Young Innovators (antiga sucursal de Xiaomi). Aquesta, va ser anunciada el 2016 amb un preu de venta suggerit de 349$ amb l'objectiu Yi 12-40 mm f/3.5-5.6, 459$ amb el Yi 42,5 mm f/1.8 o 549$ amb els dos objectius.
Aquesta, és la primera càmera sense mirall de la marca xinesa i esta disponible en dos colors, negra i plata.

## Característiques[1]
- Sensor d'imatge CMOS micro quatre terços de 20 megapíxels (Sony IMX269)[2]
- Mode especial de 50 megapíxels[2]
- 81 punts d'autoenfocament per contrast
- Disparo continu de 5 fotogrames per segon
- Sensibilitat ISO 100-25.600
- Gravació de vídeo: 4k a 30 fps i Full HD 1080p a 60 fps
- Pantalla LCD de 3,0" d'1.040.000 píxels tàctil
- Connexió Bluetooth i Wi-Fi
- Bateria BXM-10

## Inclòs a la caixa[3]
- Càmera Yi M1
- Corretja
- Tapa de la càmera
- Bateria BXM-10
- Cable USB
- Adaptador de corrent (per USB)
- Drap de microfibra
- Guia d'usuari

## Accessoris compatibles
- Objectius amb muntura micro quatre terços[4]
- Flaixos micro quatre terços
- Targeta de memòria SD, SDHC i SDXC
- Cable micro HDMI